# Z (videogioco)
Z è un videogioco strategico in tempo reale sviluppato dalla The Bitmap Brothers e pubblicato per MS-DOS nel 1996. Il videogioco è stato successivamente convertito su console PlayStation e Sega Saturn, oltre che per Microsoft Windows (quest'ultima anche nota come Z 95).
Kavcom Limited ha pubblicato versioni del videogioco per iOS e macOS (con il titolo Z: The Game), oltre che Android e BlackBerry OS (come Z Origins). Il titolo è inoltre distribuito per Windows da Steam e GOG.com. Del videogioco esiste un sequel, Z: Steel Soldiers, e un remake non ufficiale open source denominato The Zod Engine.

## Modalità di gioco
Lo scopo del gioco è, attraverso 20 livelli (4 ognuno in pianeti di diverso ambiente, nell'ordine: desertico, vulcanico, artico, tropicale e cittadino), distruggere il forte nemico, sia dall'esterno o comunque distruggendo anche tutte le forze presenti in campo, sia penetrandovi all'interno. Per riuscire a procedere si dovrà conquistare quanti più territori possibili, dove sono appostate soprattutto le fabbriche per produrre altri veicoli, robot e postazioni difensive, evitando di farli cadere nelle mani dei robot nemici. I territori si conquistano toccando le bandiere che si trovano nelle rispettive zone contrassegnate su una mappa nella sezione destra dello schermo. I robot controllati dal giocatore sono di colore rosso, quelli nemici blu. La partita finisce quando uno dei giocatori perde il forte principale o tutte le forze in campo.
Gli ambienti hanno diversi elementi distruttibili, dando quindi fruibilità strategica al giocatore: si potrà procedere più agilmente distruggendo muri rocciosi con armi esplosive o rallentare la strategia nemica distruggendo edifici e ponti. Pertanto, i robot sprovvisti di armi esplosive potranno fare uso di granate, che dovranno procurarsi lungo il percorso, oltre alle armi loro equipaggiate. A seconda della conformazione degli ambienti, per i robot appiedati ne sarà particolarmente ostico l'attraversamento: potranno essere attraversati liberamente livelli dove sia presente acqua, ma in ambiente vulcanico ciò non sarà consentito a causa dei fiumi di lava, mentre, se si rimane troppo a lungo nell'acqua dei pianeti tropicale e cittadino, si verrà divorati rispettivamente da coccodrilli e mostri delle fogne. Inoltre, i robot che si trovano in acqua saranno svantaggiati rispetto ai robot che si trovano all'asciutto, mostrando carenza di precisione, specialmente i Tough, i Pyro e i Laser.
Potranno essere fabbricati vari tipi di armi, sempre più potenti, mano a mano che si procede nel gioco. Il numero massimo di unità in campo, fino al dispiegamento delle nuove, non potrà essere superiore a 50, facendone quindi sospendere la produzione; le unità di fanteria sono composte da 3 robot (per Grunt, Psycho, Sniper e Tough) o 4 (per Pyro e Laser).
Il limite massimo di costruzione delle postazioni difensive è di 4 per territorio e possono anche essere piazzate sulle 4 torri del proprio forte. Le postazioni difensive potranno essere costruite da qualsiasi fabbrica, indipendentemente se esse sono specializzate nella produzione di fanteria o di veicoli.

## Accoglienza
| Testata              | Versione | Giudizio |
| -------------------- | -------- | -------- |
| GameSpot             | PC       | 7.2/10   |
| Next Generation      | PC       | 4/5      |
| PCZone               | PC       | 92%      |
| Sega Saturn Magazine | SAT      | 85%      |

Chris Hudak della GameSpot ha chiamato la versione PC di Z "il cugino alcolico, spaccatesta di Command & Conquer." Ne ha particolarmente lodato l'accessibilità del gioco, il multigiocatore in network e l'abilità di distruggere ostacoli, ma ha trovato anche dei problemi nell'IA. Un critico di Next Generation ha commentato che Z si distingue da altri strategici in tempo reale data l'assenza di gestione delle risorse, concentrandosi su reazioni rapide e pura conquista piuttosto che anche all'economia. Stando alla rivista, Z non ha la longevità dei suoi competitori, dato che vi sono poche missioni ed entrambi gli schieramenti usano le stesse unità ed equipaggiamenti, ma rimane "un gioco godibile di per sé", con punti forti come l'IA, l'interfaccia e la modalità multigiocatore. La rivista PC Zone ha descritto Z come "uno strategico brillante che è difficile da non apprezzare... Come tutti i giochi di Bitmap Bros, vi sono non pochi piccoli particolari che divertono, dai droidi incompetenti nei filmati, che volano di livello in livello e si schiantano sui robot che gli sbandierano, alle voci date ai personaggi."
Durante la sua recensione della versione su Sega Saturn, Lee Nutter della Sega Saturn Magazine ha lodato maggiormente l'IA sia per le unità amiche che quelle nemiche, oltre che a commentare come il gameplay fosse avvincente e i controlli punta-e-clicca efficaci. Ha però giudicato il gioco il più debole dei simulatori bellici disponibili per la console in Europa, citandone la scarsa lunghezza, la mancanza di multigiocatore e un gameplay squallido a confronto degli altri due.
Stando alla rivista Sega Saturn Magazine, "la versione PC è stata un successo (nonostante fosse uscito lo stesso giorno di Quake)".